# Vertrag von Wien (1725)

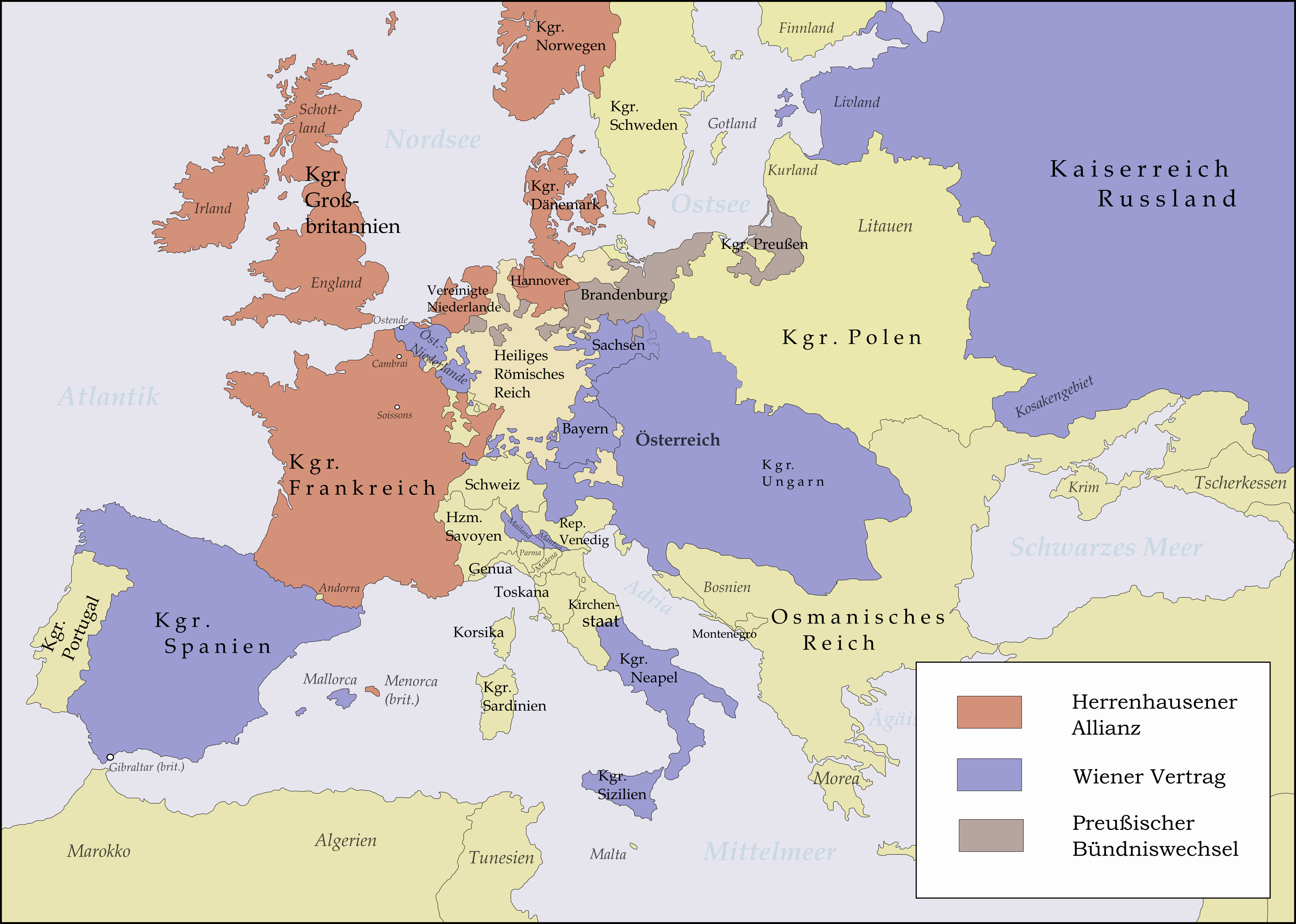
Die Partner der Herrenhausener Allianz (Rot) und diejenigen des Wiener Vertrages (Blau) 1725/30

Der Vertrag von Wien vom 30. April 1725 war ein Bündnis zwischen dem Königreich Spanien und dem Habsburgerreich, das durch Geheimverhandlungen während des Kongresses von Cambrai zustande kam.

## Ablauf und Folgen
Der Kongress von Cambrai, der die noch offenen Fragen des Spanischen Erbfolgekriegs und des Kriegs der Quadrupelallianz in Südeuropa endgültig klären sollte, war am 26. Februar 1724 im Rathaus von Cambrai offiziell eröffnet worden.  Da aber in der Folge recht ergebnislos über die Auflösung der Ostende-Kompanie, die Sekundogenituren in Italien und die Restitution Gibraltars gestritten wurde, setzte sich bei der spanischen Regierung der Eindruck durch, dass man nur über einen Ausgleich mit Wien die weitgesteckten Ziele erreichen könne. Man entschloss sich daher zu Geheimverhandlungen mit Wien.
Auf spanischer Seite wurden die drei Einzelverträge durch den niederländischen Abenteurer Juan Guillermo Riperdá und Juan Bautista de Orendáin vermittelt. Kaiser Karl VI. sagte dem spanischen König Philipp V. seine Unterstützung bei der Wiedererlangung Gibraltars von Großbritannien zu, die Spanier erkannten im Gegenzug als erste die Pragmatische Sanktion an und räumten der Ostender Kompanie Handelsprivilegien ein.
Darüber hinaus verständigte man sich über Heiratspläne zwischen dem ältesten Sohn von Elisabeth Farnese, dem späteren König Karl III., und Maria Theresia. Zudem erlaubte der Vertrag, dass Karl nach dem Tode von Antonio Farnese und dem Aussterben der Farnese-Linie 1731 das Herzogtum Parma übernehmen durfte.
Später wurden die Abmachungen um weitere militärische Komponenten erweitert. Im folgenden Jahr traten auch die Kurfürstentümer Sachsen und Bayern sowie das Kaiserreich Russland dem Wiener Vertrag bei.
In Reaktion auf dieses Bündnis formierte sich am 3. September 1725 die Allianz von Herrenhausen zwischen Großbritannien, Frankreich und Brandenburg-Preußen. Letzteres ging jedoch im Vertrag von Berlin (1728) bald in das Lager des Kaisers über. Zum Ausbruch eines drohenden Krieges zwischen den beiden Bündnissystemen (→ Englisch-Spanischer Krieg (1727–1729)) kam es allerdings nicht. Der Wiener Vertrag von 1731 löste die Bündniskonstellationen schließlich auf.